# Vesta (mitología)

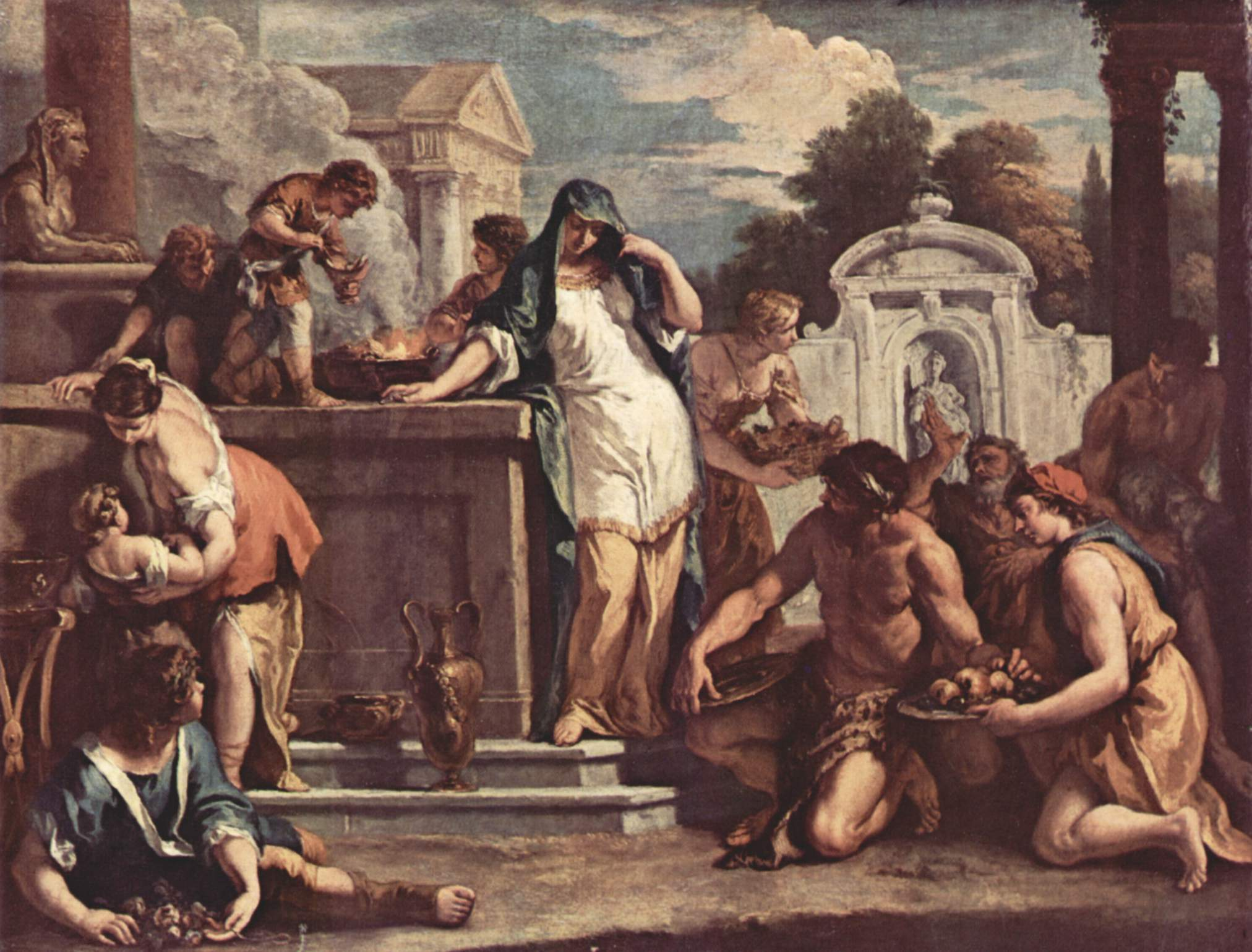
Representación de la diosa Vesta en un cuadro de Sebastiano Ricci, 1723.

Vesta (latín: Vesta; italiano: Vesta; griego: Βέστα) era, en la religión romana, la diosa del hogar, asociada a la tierra y, especialmente, la «guardiana del fuego sagrado».  Era uno de los dioses Consentes del panteón romano  y también uno de los ‘dioses elegidos’ (di selecti) de Varrón.  Rara vez era representada con forma humana, sino más bien con el fuego de su templo en el Foro Romano. La entrada a su templo sólo estaba permitida a sus sacerdotisas, las vestales vírgenes. Su virginidad se consideraba esencial para la supervivencia de Roma. Se corresponde con Hestia en la mitología griega, aunque en el culto romano asumió mayor relevancia. Es el símbolo de la fidelidad. Como Vesta era considerada la guardiana del pueblo romano, su fiesta, las Vestalias, se consideraba una de las festividades romanas más importantes.
El fuego está consagrado a Vesta porque esta diosa es la tierra y ocupa el lugar central del universo, y enciende los fuegos celestiales de ella misma. Pero hay otros que dicen que aparte del fuego se guardan en el recinto de la diosa secretos ocultos a la mayoría, de los que tienen conocimiento los pontífices y las vírgenes. Las vestales que eran reclutadas a la edad de diez años para mantener encendida la llama del templo dedicado a la diosa, como «sacerdotisas del fuego eterno».
Marciano dice que Vesta era la diosa del fuego  pero Ovidio dice que ella es fuego y tierra.  Los romanos pensaban cosas consagradas a Vesta, la deidad más casta. Según se dice «ella le prohíbe tocar el umbral con su pie», porque partes individuales de la casa son sagradas a los dioses, como el umbral a Vesta, la cocina a los Penates, y la pared que rodea la casa a Júpiter Herceo. Dicen que las antorchas se llevaban delante porque en las novias no eran llevadas por sus esposos excepto por la noche.  Júpiter es el fuego celeste, simple e inofensivo, que no quema nada; Vesta es el fuego público, apto para usos mortales; Vulcano, sin embargo, se entiende como fuego dañino y ardiente, como lo es el rayo.
Numa fue el primero en construir un templo a Vesta entre los romanos y nombró vírgenes para que fueran sus sacerdotisas.  En una ocasión, la vestal Emilia descuidó la llama y esta se apagó. La muchacha, sabiendo que el descuido lo pagaría con la vida, imploró llorando a la diosa y esta, enternecida, la revivió de manera milagrosa. Cuesta visualizar a Vesta, ya que no hay representaciones de su arquetipo, sino solo en forma difusa, puesto que los ritos para invocarla se hacían a través de la ceremonia del fuego. 

## Mitología
Los mitos que describen a Vesta y sus sacerdotisas son escasos. Los más notables son los relatos de fecundación milagrosa de una sacerdotisa virgen por un falo aparecido en las llamas del hogar sagrado, la manifestación de la diosa combinada con un ser sobrenatural masculino. En algunas tradiciones romanas, los fundadores de Roma, Rómulo y Remo o bien Servio Tulio fueron concebidos de este modo.

### Familia
De Saturno y de Ops nacieron Vesta, Ceres, Juno, Júpiter, Plutón y Neptuno.  A diferencia de sus dos hermanas Vesta se resistió a soportar a un esposo. Por Vesta se debe entender la llama viva de la que no nace ser alguno. Ni Vesta ni el fuego poseen imagen alguna. Ovidio ya compara a Vesta con la tierra: las dos tienen por debajo un fuego vigilante. La tierra y el fuego son indicios de asentamiento propio.  «La Tierra y Vesta son la misma divinidad».  Como tal fuera de la mitología clásica a Vesta se la ha imaginado como uno de los nombres de Tellus.  Vesta, como esposa de Cielo, es madre de Ops, Tetis, Ceres y Titán.

### Asociación con Rómulo y Remo
La versión de Plutarco nos dice que Tarquecio, rey de los albanos muy arbitrario y cruel, tuvo en su casa una aparición sobrenatural, pues del hogar salió de pronto un falo y allí permaneció durante muchos días. Había en Etruria un oráculo de Tetis, del que se le trajo a Tarquecio la prescripción de unir con el falo a una virgen, pues de ella nacería un hijo muy señalado, de extraordinaria virtud, fortuna y energía. Tarquecio reveló, entonces, la respuesta divina a una de sus hijas y le ordenó que se acostara con el falo; mas ella sintió repugnancia y envió a una criada. Cuando se enteró Tarquecio, indignado, las encerró a ambas con intención de matarlas, pero, al ver a Vesta que, en sueños, le prohibía el crimen, ordenó a las jóvenes que, en prisión, tejieran una tela, con la promesa de entregarlas en matrimonio cuando la terminaran. Pues bien, aquellas, durante el día, tejían, mientras que otras, por la noche, deshacían la tela por orden de Tarquecio. Y cuando del falo la criada dio a luz gemelos, Tarquecio los entregó a un tal Teracio y le ordenó matarlos. Pero aquel, llevándoselos, los depositó a orillas del río; entonces, una loba iba y venía a darles su ubre, y pájaros de toda clase, trayendo alimentos, se los ofrecían a las criaturas, hasta que un boyero lo vio y, maravillado, se atrevió a acercarse y recoger a los pequeños. Ocurrida así su salvación, cuando estuvieron criados, atacaron a Tarquecio y lo vencieron.

### Asociación con Servio Tulio
La versión de Dionisio de Halicarnaso dice que un falo surgió del hogar de Vesta en el palacio de Numa, y Ocresia fue la primera en verlo. Informó inmediatamente al rey y a la reina. El rey Tarquinio, al enterarse, se asombró; pero Tanaquil, cuyos conocimientos de adivinación eran bien conocidos, le dijo que era una bendición que un nacimiento por el falo del hogar y una mujer mortal produjera una descendencia superior. El rey eligió entonces a Ocresia para que tuviera relaciones con él, pues ella lo había visto primero. Durante el cual se le apareció Vulcano o la deidad tutelar de la casa. Tras desaparecer, concibió y dio a luz a Servio Tulio.

### Vesta y Príapo
Vesta solo aparece en una historia en la mitología romana. Se dice que Príapo borracho, había intentado violar a Vesta. Cíbele había invitado a su fiesta a los dioses y también a los sátiros y a las ninfas, deidades del campo. Aunque nadie le había invitado, estuvo presente Sileno. Pasaron la noche en vela con vino abundante: los unos deambulaban despreocupadamente por los valles del sombrío Ida; otros estaban echados, descansando en la hierba blanda. Estos jugaban, aquellos echaban un sueño; otros ponían lazos en los brazos y golpeaban tres veces el suelo verde con rápido pie. Vesta se tumbó y tranquilamente cogió un sueño plácido, con la cabeza apoyada en la hierba. Mas Príapo, el rojizo guardián de los jardines, requebraba a diosas y a ninfas, y de un lado a otro llevaba sus pies vagabundos. Vio también a Vesta; es dudoso si se creyó que era una ninfa o sabía que era Vesta, pero él desde luego afirmó que no lo sabía. Concibió una sucia esperanza y probó a acercársele furtivamente, e iba con cautelosos pasos y el corazón brincándole. Por casualidad el viejo Sileno había dejado el borriquillo en que había hecho el viaje a orillas de un río de suave murmullo. Iba a lanzarse el dios del largo Helesponto, cuando el asno rebuznó con intempestivo ruido. La diosa se levantó, asustada por la ronca voz; todo el grupo acudió volando. Príapo escapó de las manos hostiles.  Es posible que esta historia sea una deformación latina posterior de una escena parecida protagonizada por la ninfa Lotis.

## Vestalia
Vesta era celebrada en las Vestalia que tenían lugar entre el 7 y el 15 de junio. El primer día de la fiesta se abría, por única vez durante el año, el penus Vestae (sancta sanctorum de su templo). Las fiestas, que se hacían una vez al año, estaban destinadas a renovar el contacto con la diosa y a pedirle la protección del hogar.